# عزیزآباد (خلخال)
عزیزآباد یک روستا در ایران است که در دهستان پلنگا واقع شده‌است. عزیزآباد ۷۰۰ نفر جمعیت دارد.وزبان بومی آن ترکی آذربایجانی می باشد.  
این روستا در حاشیه مسیر منتهی به روستای تیل واقع شده است . از سوغات این روستا می توان : گردو  آلبالو شیر محلی ماست محلی دوغ محلی سرشیر  عسل انواع نان محلی و گلیم  را نام برد .  
این روستا بطور منحصر به فرد تکنسین هایی در صنعت ساختمان را درون خود پرورش داده من جمله آرماتوربند های ماهر به نام خوش ساعت محمدی و علکبر اذربرا ودیگر نفرات که در اقصی نقاط ایران مشغول به کار هستند و مهندسین خبره که انواع برج ها مانند برج میلاد تهران را ساخته اند   
قدمت این روستا به سده‌ی دوم پیش از میلاد میرسد و آثاری از دوره‌ی ساسانیان اشکانیان هخامنشیان و کاسپی ها در آن یافت شده است .          
امکانات. برق دارد. گاز ندارد. تلفن ندارد. اب اشامیدنی به اندازه ندارد. اسفالت دارد. اینترنت ندارد.     
مسجد دارد. مدرسه دارد. زمین ورزشی ندارد.           